# Visual Culture Research Center
Das Visual Culture Research Center (VCRC) ist eine interdisziplinäre Kunstinstitution in Kiew, die 2008 als eine Initiative für Wissenschaft, Kunst und Politik gegründet wurde. Sie befasst sich mit der politischen und wirtschaftlichen Situation im postsowjetischen Raum, insbesondere in der Ukraine.

## Geschichte
Das Visual Culture Research Center wurde 2008 als gemeinsame Initiative von Mitgliedern der Nationalen Universität Kiew-Mohyla-Akademie gegründet. Mitbegründer sind unter anderem Vasyl Cherepanyn (Direktor des Zentrums), Nadiya Parfan, Inna Sovsun und Olga Bryukhovetska. 2012 veranstaltete das VCRC die Ausstellung Ukrainske Tilo (zu Deutsch: Ukrainischer Körper), welche vom Präsidenten der Universität, Serhij Kwit, zensiert und geschlossen wurde. Er begründete die Entscheidung damit, dass die Ausstellung keine Kunst zeige, sondern lediglich „eine disparate Ansammlung pornografischer Bilder“. Später erklärte er, dass der Grund für die Schließung nicht der Inhalt, sondern „verfahrenstechnische Probleme“ gewesen seien. In der Ausstellung wurden Werke von Oleksandr Volodarsky, Nikita Kadan, Lada Nakonechnaya, Mykola Ridny, Volodymyr Say und weiteren ukrainischen Künstlern gezeigt.
Nach diesem Vorfall löste sich das VCRC von den Universitätsbehörden und ist seitdem eine unabhängige und selbstorganisierte Einrichtung. Sie veranstaltet verschiedene Kunst- und Kulturprogramme und befasst sich insbesondere mit der Beziehung zwischen Kunst und Politik. Dazu werden regelmäßig Ausstellungen und öffentliche Debatten veranstaltet sowie Publikationen und Videoproduktionen veröffentlicht.
In den Jahren 2013 und 2014 unterstützte das VCRC den Euromaidan, indem es eine Reihe von Vorträgen, Filmvorführungen und Debatten im Rahmen der Open University of Maidan organisierte.

## Kiewer Biennale
Das Visual Culture Research Center organisiert seit 2015 die Kiewer Biennale. Die erste Biennale fand 2012 statt und wurde von David Elliott, dem Gründer des Mori-Kunstmuseums in Tokyo, kuratiert. Die Kiewer Biennale beschäftigt sich intensiv mit dem architektonischen Kontext der Stadt und fand bisher in verschiedenen Gebäuden der sowjetischen Moderne statt, darunter im Haus der Kleidung, im ukrainischen Institut für Wissenschaft und Information, dessen Gebäude wie ein UFO gestaltet ist, im Zhytniy Markt, in der wissenschaftlichen Bibliothek des Kiewer Polytechnischen Instituts sowie im Haus des Kinos.

### The School of Kyiv(2015)
Die zweite Kiewer Biennale fand im Jahr 2015 statt und wurde von Hedwig Saxenhuber und Georg Schöllhammer kuratiert. Ihr Ziel war es, den Dialog zwischen den internationalen und ukrainischen Künstlern, Intellektuellen und der Öffentlichkeit zu fördern. Dazu präsentierte sie zeitgenössische ukrainische und internationale Kunst, darunter auch die bislang weniger beachtete ukrainische Avantgarde und ihr Beitrag für die globale Kunstgeschichte. Daneben betonte das VRCR die politische Rolle der Kunst, insbesondere nach dem Euromaidan und dem andauernden Krieg in der Ukraine seit 2014. Der Hauptveranstaltungsort war Kiew, es fanden allerdings auch europaweite Ausstellungen im Rahmen der Biennale statt, z. B. in Wien, Leipzig, Trondheim, Sofia, Prag, Budapest, Karlsruhe und Bukarest.
Zu den teilnehmenden Künstler zählten unter anderem Anna Daučíková, Anna Jermolajewa, Aura Rosenberg, Imogen Stidworthy, Ion Grigorescu, Jiří Kovanda, Josef Dabernig, Laure Prouvost, Mladen Stilinović, Paweł Althamer, Ricardo Basbaum, William Kentridge, Yves Netzhammer und Zofia Kulik.

### The Kyiv International(2017)
2017 fand die dritte Kiewer Biennale mit dem Titel The Kyiv International statt. Sie beschäftigte sich mit dem emanzipatorischen Potential der Idee einer politischen Internationalen. Ein zweiter Teil der Biennale, The Kyiv International – '68 NOW, fand im Mai 2018 im Gedenken an das 50ste Jubiläum des Mai 1968 statt.

### Black Cloud(2019)
Die vierte Kiewer Biennale fand 2019 mit dem Titel Black Cloud statt. Der Schwerpunkt lag auf der politischen und kulturellen Rolle der modernen Technologie, aber auch auf den sozialen Veränderungen, die in den letzten drei Jahrzehnten in Osteuropa stattgefunden haben, unter anderem durch die Tschernobyl-Katastrophe, den Zusammenbruch der Sowjetunion und den rasanten technischen Fortschritt. Mit letzterem beschäftigte sich die Installation The Glass Room des Tactical Technology Collective, die sich mit der Privatsphäre im Internet auseinandersetzt. Weitere Beteiligte waren Geneviève Fraisse, Geert Lovink, Oliver Marchart, Jan-Werner Müller, Claus Offe, Raqs Media Collective, Hito Steyerl und Philipp Ther.

### Allied(2021)
Die fünfte Ausgabe der Kiewer Biennale trug den Titel Allied und fand 2021 statt. Sie beschäftigte sich mit der grenzüberschreitenden Zusammenarbeit und wurde von Mitgliedern der 2019 gegründeten East Europe Biennal Alliance kuratiert. Der Fokus lag auf historischen und aktuellen Beispielen für die kulturelle und politische Allianz in Osteuropa und darüber hinaus, auf Phänomenen der Dekolonisation, des Autoritarismus und der Erinnerungspolitik unter den Bedingungen des postsozialistischen Kapitalismus im Osten Europas. Teilnehmer waren unter anderem Filipa César, Manthia Diawara, Harun Farocki, Ulrike Guérot, Susanne Kriemann, Naeem Mohaiemen und Yassin al Haj Saleh.

## Auszeichnungen
2015 erhielt das VRCR den Prinzessin-Margriet-Preis der Europäischen Kulturstiftung sowie 2018 den Igor Zabel Award Grant for Culture and Theory.